# Jigoku (película)
Jigoku (地獄?  "Infierno"), a veces también titulada Los pecadores del infierno, es una película japonesa de terror de 1960, dirigida por Nobuo Nakagawa y producida por Shintoho. La película está protagonizada por Utako Mitsuya y Shigeru Amachi, y destaca por apartarse de otras obras de j-horror de la época como Kwaidan u Onibaba por sus imágenes explícitas de los tormentos infernales. Con el tiempo ha ganado el estatus de película de culto. Shintoho se declaró en quiebra en 1961, y esta fue su última producción.

## Trama
Un estudiante, Shirō, se va a casar con su novia, Yukiko, la hija de su profesor, el Sr. Yajima. Después de anunciar el compromiso, Tamura, colega de Shirō, lleva a Shirō a casa esa noche. Tomando una calle lateral a petición de Shirō, Tamura golpea y mata al líder de una pandilla yakuza, Kyōichi. Aunque Shirō quiere detenerse, Tamura sigue conduciendo, no se siente culpable y dice que es culpa de Shirō por pedirle que condujera por esa calle. La madre de Kyōichi, que fue testigo del accidente, decide encontrarlos y matarlos.
Aunque Tamura no se siente culpable por el atropello mortal, Shirō sí lo hace e intenta acudir a la policía. Después de contarle a Yukiko lo sucedido, Shirō insiste en que tomen un taxi hasta la comisaría de policía, a pesar de las súplicas de Yukiko de caminar. El vehículo choca y mata a Yukiko. Después del funeral de Yukiko, Shirō conoce a la trabajadora de un bar de striptease y afligida novia de Kyōichi, Yoko, quien descubre la culpabilidad de Shirō por el atropello y fuga después de acostarse con él y, con la madre de Kyōichi, planean venganza.
Shirō se entera de que su madre, Ito, que vive en el campo en una comunidad de jubilados dirigida por su padre, Gōzō, está muriendo. Shirō llega allí y se encuentra con los demás residentes de la comunidad, incluido un pintor, Ensai, que es buscado por un delito en otra ciudad y está pintando un retrato del infierno; un ex reportero, Akagawa; un detective corrupto, Hariya; el médico comunitario, Dr. Kasuma; y Sachiko, la enfermera e hija de Ensai, que tiene un extraño parecido con Yukiko. Mientras Ito agoniza, Gōzō mantiene abiertamente una aventura con una joven amante. Poco después, el señor y la señora Yajima llegan en tren. Ito muere y Ensai (que fue amante de Ito antes de su matrimonio con Gōzō) critica a Gōzō por sus actividades con su amante. Tamura aparece y revela que cada residente tiene alguna complicidad en un asesinato: el Sr. Yajima causó la muerte de un compañero soldado durante la guerra; tanto Hariya como Akagawa incriminaron o calumniaron a hombres inocentes que luego se suicidaron; y el Dr. Kasuma, a sabiendas, diagnosticó erróneamente la condición de Ito.
Yoko rastrea a Shirō y se encuentra con él en un puente de cuerda. Ella revela su identidad e intenta dispararle, pero tropieza, cae al vacío y muere. Aparece Tamura y, después de una lucha, Tamura también cae al desfiladero. Shirō regresa a tiempo para la fiesta del décimo aniversario de la comunidad, donde Gōzō ha permitido que se sirva pescado rancio y barato a los residentes. Mientras los fiesteros caen en la ebriedad, el Sr. y la Sra. Yajima se suicidan saltando frente a un tren, y la amante de Gōzō cae y muere después de un altercado. Los residentes fallecen por consumir el pescado en mal estado y porque la madre de Kyōichi ha envenenado el sake de los residentes restantes. Tamura, al borde de la muerte, entra tropezando entre el grupo y dispara a Sachiko. Enfurecido, Shiro estrangula a Tamura hasta matarlo mientras la madre de Kyoichi le hace lo mismo a él.
En la oscuridad del más allá, Shirō se encuentra con Yukiko, quien le revela que estaba embarazada de su hijo cuando murió. Habiendo enviado a la niña, a quien llama Harumi, flotando en el río Sanzu, Yukiko le ruega a Shirō que salve a la bebé. Shirō entra al infierno persiguiendo su llanto y el Rey Enma lo sentencia a purgar por sus pecados. Mientras busca a su hija en el infierno, Shirō es testigo de cómo aquellos que conoció en vida sufren por sus malas acciones: son hervidos y quemados, desollados o desmembrados y golpeados por oni, solo para ser revividos y sufrir de nuevo en un ciclo interminable. Tamura se burla de Shirō, diciendo que no hay escapatoria del infierno, antes de que el propio Tamura sea torturado por sus fechorías. Shirō encuentra a Sachiko, pero su reunión es interrumpida por Ito, quien revela que Sachiko es su hermana: Shirō es en realidad hijo de Ensai y Sachiko es en realidad hija de Ito. Mientras está atrapado en un vórtice de almas condenadas, Shirō encuentra a su pequeña hija girando impotente sobre los radios de una gran rueda flotante. El Rey Enma le da a Shirō una oportunidad de salvar a la bebé; de lo contrario, ella también sufrirá eternamente. Cuando Yukiko, Sachiko y su madre lo llaman, Shirō salta hacia la rueda, pero no puede alcanzar a su hija.
En el mundo de los vivos, todos los presentes en la fiesta yacen muertos, incluido Ensai, que se ahorcó después de completar su retrato del Infierno y prenderle fuego. En otra parte luminosa, se ve a Sachiko y Yukiko de pie y sonriendo, llamando a Shirō como hermana y amante, respectivamente, con pétalos de loto cayendo a su alrededor, lo que implica que Shirō tiene éxito en salvar a su hija, permitiendo que las almas de Sachiko, Yukiko y Shirō sean purificadas para ir al Cielo.

## Reparto
- Shigeru Amachi como Shirō Shimizu, un joven estudiante que se siente culpable por su participación en un atropello y fuga la noche de su compromiso con su novia.
- Yōichi Numata como Tamura, el compañero de clase de Shirō, que inexplicablemente conoce el pasado pecaminoso de todos y conducía el coche durante el atropello y fuga.
- Utako Mitsuya en un doble papel como:
  - Yukiko Yajima, la novia de Shirō.
  - Sachiko Taniguchi, una joven enfermera que se parece asombrosamente a Yukiko e hija de un pintor deshonrado en una comunidad de jubilados.
- Hiroshi Izumida como Kyōichi "Tiger" Shiga, un gángster que camina borracho y resulta golpeado por el automóvil y dado por muerto por Tamura y Shirō.
- Kiyoko Tsuji como la madre de Kyōichi, quien presencia el accidente y jura venganza.
- Akiko Ono como Yoko, la novia de Kyōichi que jura vengarse de Shirō con la madre de Kyōichi.
- Hiroshi Hayashi como Gōzō Shimizu, el lascivo y codicioso padre de Shirō que dirige un centro de retiro en ruinas.
- Kimie Tokudaij como Ito Shimizu, la enfermiza madre de Shirō.
- Jun Ōtomo como Ensai Taniguchi, un pintor alcohólico, padre de Sachiko. Le encargan pintar una representación del infierno.
- Akiko Yamashita como Kinuko, la desvergonzada amante de Gōzō.
- Torahiko Nakamura como el profesor Yajima, maestro de Shirō y padre de Yukiko.
- Fumiko Miyata como la Sra. Yajima, la frágil madre de Yukiko.
- Tomohiko Ōtani como el Dr. Kusama, el negligente médico de la comunidad de jubilados.
- Kōichi Miya como el periodista Akagawa, un residente de la comunidad con un sucio pasado.
- Hiroshi Shinguji (acreditado como Hiroshi Shingûji) como el detective Hariya, un detective corrupto que amenaza con entregar a Ensai a menos que le entregue a Sachiko en matrimonio.
- Sakutarō Yamakawa como el pescador
- Kanjūrō Arashi (sin acreditar) como Lord Enma, el rey del Infierno.

## Producción
Nobuo Nakagawa le pidió a Ichirō Miyagawa que escribiera el guion, que originalmente se suponía que se llamaría Heaven and Hell, bajo orden del productor Mitsugu Okura. Cuando Okura leyó el guion y enojado le dijo a Miyagawa que "¡El Cielo no se ve por ninguna parte en este guion!", Miyagawa le respondió en broma que escribiría sobre el Cielo en la secuela. El actor Yoichi Numata interpretó a Tamura en la película y expresó que había intentado analizar el papel, pero no encontraba la mejor manera de interpretarlo. 
No se esperaba que la película fuera bien recibida, ya que se consideraba que el estudio Shintoho hacía películas sangrientas de bajo presupuesto. Jigoku se hizo a toda prisa y fue la última producción de la empresa. Para las escenas que tienen lugar en el infierno budista, el elenco y el equipo utilizaron el escenario sonoro más grande de Shintoho y lo alfombraron con tierra. En un documental, un miembro del equipo dijo que normalmente solo el equipo ayudaba a construir los decorados, pero como era la última producción de Shintoho, todos los extras estuvieron ayudando con ello. Mamoru Morita dijo que Nobuo Nakagawa intentó de muchas maneras hacer que Jigoku fuera diferente de otras películas de terror de la época, más evocadoras y menos gráficas.
Jigoku se estrenó en cines en Japón el 30 de julio de 1960.  Como la censura japonesa era más laxa que la occidental, solo se proyectó con la recomendación de "solo para adultos".

### Medios domésticos
La película fue lanzada en DVD en Norteamérica por The Criterion Collection el 19 de septiembre de 2006. 

## Recepción

### Recepción retrospectiva
Las críticas retrospectivas de la película han sido más positivas y muchos críticos la reconocen ahora como una piedra angular de la carrera de Nakagawa. Dennis Schwartz de Ozus' World Movie Reviews otorgó a la película una calificación "A", calificándola de "[una] inquietante historia moral basada en el concepto budista de la vida en el Más Allá". Schwartz elogió las actuaciones de la película y las imágenes que, en su opinión, "actuaron como un estudio escabroso del pecado sin salvación".  En un ensayo para The Criterion Collection, Chuck Stephens escribió: "Rebosante de estanques salobres de pus burbujeante, disyunciones de sonido e imagen que hacen temblar el cerebro y, en ocasiones, giros argumentales casi desalentadores e incomprensibles y ataques de montaje brutales que asaltan la vista, Jigoku es más que un simple clásico del género de terror que derriba los límites: es un estudio del pecado sin salvación tan espeluznante como jamás se haya visto en la gran pantalla".  Brett Gallman de ¡Oh, the Horror! elogió la película y la calificó de "una obra maestra de terror visual y abstracto". Gallman elogió las actuaciones de la película, la inquietante banda sonora, la dirección de Nakagawa y la "paleta de colores vívidos".  HorrorNews.net declaró en su reseña de la película que "aunque esta película contiene efectos que están desactualizados para los estándares modernos, es una historia muy poderosa que se basa en la creencia budista de que los pecados se expían en el más allá". 
Jigoku ahora se considera un clásico de culto. 

## Legado
En 1979, el aclamado director de Nikkatsu Roman Porno, Tatsumi Kumashiro, versionó Jigoku para Toei. 